# Kolonia Strzegocin
Kolonia Strzegocin (prononciation [kɔˈlɔɲa stʂɛˈɡɔt͡ɕin]) est une localité de la gmina de Kutno, du powiat de Kutno, dans la voïvodie de Łódź, située dans le centre de la Pologne.
Elle se situe à environ 8 kilomètres au sud de Kutno (siège de la gmina et du powiat) et 44 kilomètres au nord de Łódź (capitale de la voïvodie).

## Administration
De 1975 à 1998, la localité était attachée administrativement à l'ancienne voïvodie de Płock.

Depuis 1999, elle fait partie de la nouvelle voïvodie de Łódź.